# Olympische Winterspiele 2018/Teilnehmer (Frankreich)
| Gelbes Symbol für Goldmedaillen mit stilisierten Olympischen Ringen | Graues Symbol für Silbermedaillen mit stilisierten Olympischen Ringen | Braundes Symbol für Bronzemedaillen mit stilisierten Olympischen Ringen |
| ------------------------------------------------------------------- | --------------------------------------------------------------------- | ----------------------------------------------------------------------- |
| 5                                                                   | 4                                                                     | 6                                                                       |

Frankreich nahm an den Olympischen Winterspielen 2018 mit 106 Athleten in elf Disziplinen teil, davon 63 Männer und 43 Frauen. Fahnenträger bei der Eröffnungsfeier am 9. Februar war der Biathlet Martin Fourcade.
Mit fünf Gold-, vier Silber- und sechs Bronzemedaillen war Frankreich die neunterfolgreichste Nation bei den Spielen. Fünf der insgesamt 15 Medaillen gewannen die französischen Athleten im Biathlon, darunter drei Goldmedaillen. Martin Fourcade gewann zwei davon in der Verfolgung und im Massenstart sowie auch die dritte mit der Mixed-Staffel, womit er gleichzeitig der erfolgreichste französische Athlet war.

## Medaillen

### Medaillenspiegel
| Rang   | Sportart         | Gold | Silber | Bronze | Gesamt |
| ------ | ---------------- | ---- | ------ | ------ | ------ |
| 1      | Biathlon         | 3    | —      | 2      | 5      |
| 2      | Snowboard        | 1    | 1      | —      | 2      |
| 2      | Freestyle-Skiing | 1    | 1      | —      | 2      |
| 4      | Ski Alpin        | —    | 1      | 2      | 3      |
| 5      | Eiskunstlauf     | —    | 1      | —      | 1      |
| 6      | Skilanglauf      | —    | —      | 2      | 2      |
| Gesamt | Gesamt           | 5    | 4      | 6      | 15     |

### Medaillengewinner
| Name/n                                                                      | Sportart         | Wettkampf               |
| --------------------------------------------------------------------------- | ---------------- | ----------------------- |
| Gold                                                                        |                  |                         |
| Marie Dorin-Habert, Anaïs Bescond, Simon Desthieux, Martin Fourcade         | Biathlon         | Mixed-Staffel           |
| Martin Fourcade                                                             | Biathlon         | Verfolgung (12,5 km)    |
| Martin Fourcade                                                             | Biathlon         | Massenstart (15 km)     |
| Perrine Laffont                                                             | Freestyle-Skiing | Buckelpiste (Frauen)    |
| Pierre Vaultier                                                             | Snowboard        | Snowboardcross (Männer) |
| Silber                                                                      |                  |                         |
| Marie Martinod                                                              | Freestyle-Skiing | Halfpipe (Frauen)       |
| Julia Pereira de Sousa Mabileau                                             | Snowboard        | Snowboardcross (Frauen) |
| Alexis Pinturault                                                           | Ski Alpin        | Kombination (Männer)    |
| Gabriella Papadakis und Guillaume Cizeron                                   | Eiskunstlauf     | Eistanz                 |
| Bronze                                                                      |                  |                         |
| Anaïs Bescond                                                               | Biathlon         | Verfolgung (10 km)      |
| Anaïs Chevalier, Marie Dorin-Habert, Justine Braisaz, Anaïs Bescond         | Biathlon         | Staffel (4 × 6 km)      |
| Jean-Marc Gaillard, Maurice Manificat, Clément Parisse, Adrien Backscheider | Skilanglauf      | Staffel (4 × 10 km)     |
| Maurice Manificat, Richard Jouve                                            | Skilanglauf      | Team-Sprint (Männer)    |
| Victor Muffat-Jeandet                                                       | Ski Alpin        | Kombination (Männer)    |
| Alexis Pinturault                                                           | Ski Alpin        | Riesenslalom (Männer)   |

## Teilnehmer nach Sportarten

### Biathlon
| Name                                                                | Wettbewerb                    | Zeit        | Fehler         | Rang   |
| ------------------------------------------------------------------- | ----------------------------- | ----------- | -------------- | ------ |
| Frauen                                                              |                               |             |                |        |
| Célia Aymonier                                                      | 15 km Einzel                  | 46:40,3 min | 5 (2+1+0+2)    | 48     |
| Anaïs Bescond                                                       | 7,5 km Sprint                 | 22:20,8 min | 2 (0+2)        | 19     |
| Anaïs Bescond                                                       | 10 km Verfolgung              | 31:04,9 min | 1 (0+0+1+0)    | Bronze |
| Anaïs Bescond                                                       | 12,5 km Massenstart           | 37:23,5 min | 4 (1+0+2+1)    | 17     |
| Anaïs Bescond                                                       | 15 km Einzel                  | 45:10,9 min | 3 (2+0+1+0)    | 31     |
| Justine Braisaz                                                     | 7,5 km Sprint                 | 21:54,1 min | 2 (1+1)        | 10     |
| Justine Braisaz                                                     | 10 km Verfolgung              | 34:08,0 min | 7 (0+2+1+4)    | 34     |
| Justine Braisaz                                                     | 12,5 km Massenstart           | 37:49,6 min | 5 (0+1+3+1)    | 20     |
| Justine Braisaz                                                     | 15 km Einzel                  | 46:57,2 min | 5 (1+2+2+0)    | 55     |
| Anaïs Chevalier                                                     | 7,5 km Sprint                 | 22:15,6 min | 2 (1+1)        | 16     |
| Anaïs Chevalier                                                     | 10 km Verfolgung              | 33:28,0 min | 5 (3+0+0+2)    | 24     |
| Anaïs Chevalier                                                     | 12,5 km Massenstart           | 40:39,7 min | 6 (2+3+1+0)    | 29     |
| Anaïs Chevalier                                                     | 15 km Einzel                  | 45:01,9 min | 3 (3+1+1+0)    | 28     |
| Marie Dorin-Habert                                                  | 7,5 km Sprint                 | 21:39,3 min | 1 (1+0)        | 04     |
| Marie Dorin-Habert                                                  | 10 km Verfolgung              | 33:37,8 min | 7 (2+0+2+3)    | 27     |
| Marie Dorin-Habert                                                  | 12,5 km Massenstart           | 36:20,9 min | 2 (0+1+0+1)    | 09     |
| Anaïs Chevalier Marie Dorin-Habert Justine Braisaz Anaïs Bescond    | 4 × 6 km Staffel              | 1:12:21,0 h | 0+14 (0+6 0+8) | Bronze |
| Männer                                                              |                               |             |                |        |
| Simon Desthieux                                                     | 10 km Sprint                  | 24:11,1 min | 2 (2+0)        | 12     |
| Simon Desthieux                                                     | 12,5 km Verfolgung            | 33:55,4 min | 3 (1+0+1+1)    | 07     |
| Simon Desthieux                                                     | 15 km Massenstart             | 37:45,9 min | 5 (1+2+2+0)    | 22     |
| Simon Desthieux                                                     | 20 km Einzel                  | 51:03,6 min | 4 (0+2+1+1)    | 27     |
| Quentin Fillon Maillet                                              | 10 km Sprint                  | 25:28,1 min | 4 (3+1)        | 48     |
| Quentin Fillon Maillet                                              | 12,5 km Verfolgung            | 37:57,2 min | 7 (3+0+2+2)    | 44     |
| Quentin Fillon Maillet                                              | 15 km Massenstart             | 38:57,5 min | 7 (3+2+2+1)    | 29     |
| Martin Fourcade                                                     | 10 km Sprint                  | 24:00,9 min | 3 (3+0)        | 08     |
| Martin Fourcade                                                     | 12,5 km Verfolgung            | 32:51,7 min | 1 (1+0+0+0)    | Gold   |
| Martin Fourcade                                                     | 15 km Massenstart             | 35:47,3 min | 2 (1+0+0+1)    | Gold   |
| Martin Fourcade                                                     | 20 km Einzel                  | 48:46,2 min | 2 (0+0+0+2)    | 05     |
| Antonin Guigonnat                                                   | 10 km Sprint                  | 24:37,5 min | 3 (1+2)        | 27     |
| Antonin Guigonnat                                                   | 12,5 km Verfolgung            | 35:27,9 min | 5 (2+1+0+2)    | 19     |
| Antonin Guigonnat                                                   | 15 km Massenstart             | 37:15,3 min | 5 (1+0+2+2)    | 19     |
| Antonin Guigonnat                                                   | 20 km Einzel                  | 50:33,5 min | 2 (0+2+0+0)    | 23     |
| Émilien Jacquelin                                                   | 20 km Einzel                  | 55:26,1 min | 7 (2+2+2+1)    | 77     |
| Simon Desthieux Émilien Jacquelin Martin Fourcade Antonin Guigonnat | 4 × 7,5 km Staffel            | 1:18:43,1 h | 3+12 (0+4 3+8) | 5      |
| Mixed                                                               |                               |             |                |        |
| Marie Dorin-Habert Anaïs Bescond Simon Desthieux Martin Fourcade    | 2 × 6 km + 2 × 7,5 km Staffel | 1:08:34,3 h | 0+4 (0+1 0+3)  | Gold   |

Julia Simon und Simon Fourcade gehörten zum Aufgebot, kamen aber nicht zum Einsatz.

### Bob
| Name                                                           | Wettbewerb | Lauf 1  | Lauf 1 | Lauf 2  | Lauf 2 | Lauf 3  | Lauf 3 | Lauf 4  | Lauf 4 | Gesamt      | Gesamt |
| Name                                                           | Wettbewerb | Zeit    | Rang   | Zeit    | Rang   | Zeit    | Rang   | Zeit    | Rang   | Zeit        | Rang   |
| -------------------------------------------------------------- | ---------- | ------- | ------ | ------- | ------ | ------- | ------ | ------- | ------ | ----------- | ------ |
| Männer                                                         |            |         |        |         |        |         |        |         |        |             |        |
| Romain Heinrich Dorian Hauterville                             | Zweierbob  | 49,74 s | 18     | 49,73 s | 18     | 49,55 s | 12     | 49,46 s | 07     | 3:18,48 min | 13     |
| Loïc Costerg Vincent Ricard Dorian Hauterville Vincent Castell | Viererbob  | 49,09 s | 12     | 49,36 s | 11     | 49,19 s | 10     | 49,92 s | 20     | 3:17,56 min | 11     |

### Eiskunstlauf
| Name | Wettbewerb | Kurzprogramm/-tanz | Kurzprogramm/-tanz | Kür/Kürtanz        | Kür/Kürtanz        | Gesamt | Gesamt |
| Name | Wettbewerb | Punkte             | Rang               | Punkte             | Rang               | Punkte | Rang   |
| --- | ---------- | ------------------ | ------------------ | ------------------ | ------------------ | ------ | ------ |
| Frauen                                                                                                  |            |                    |                    |                    |                    |        |        |
| Maé-Bérénice Méité                                                                                      | Einzel     | 53,67              | 22                 | 106,25             | 18                 | 159,92 | 19     |
| Männer                                                                                                  |            |                    |                    |                    |                    |        |        |
| Chafik Besseghier                                                                                       | Einzel     | 72,10              | 26                 | Kür nicht erreicht | Kür nicht erreicht | 72,10  | 26     |
| Mixed                                                                                                   |            |                    |                    |                    |                    |        |        |
| Gabriella Papadakis Guillaume Cizeron                                                                   | Eistanz    | 81,93              | 2                  | 123,35             | 1                  | 205,28 | Silber |
| Marie-Jade Lauriault Romain Le Gac                                                                      | Eistanz    | 59,97              | 18                 | 89,62              | 17                 | 149,59 | 17     |
| Vanessa James Morgan Ciprès                                                                             | Paarlauf   | 75,34              | 6                  | 143,19             | 5                  | 218,53 | 5      |
| Chafik Besseghier Maé-Bérénice Méité Marie-Jade Lauriault / Romain Le Gac Vanessa James / Morgan Ciprès | Mannschaft | 13                 | 10                 | Kür nicht erreicht | Kür nicht erreicht | 13     | 10     |

### Eisschnelllauf
| Name          | Wettbewerb | Zeit        | Rang |
| ------------- | ---------- | ----------- | ---- |
| Männer        |            |             |      |
| Alexis Contin | 1500 m     | 1:47,33 min | 22   |
| Alexis Contin | 5000 m     | 6:18,13 min | 11   |

| Athleten      | Wettbewerbe | Halbfinale | Halbfinale | Finale | Finale | Rang |
| Athleten      | Wettbewerbe | Punkte     | Rang       | Punkte | Rang   | Rang |
| ------------- | ----------- | ---------- | ---------- | ------ | ------ | ---- |
| Männer        |             |            |            |        |        |      |
| Alexis Contin | Massenstart | 3          | 8          | 0      | 10     | 10   |

### Freestyle-Skiing
| Name             | Wettbewerb  | Qualifikation | Qualifikation | Finale        | Finale        | Rang   |
| Name             | Wettbewerb  | Punkte        | Rang          | Punkte        | Rang          | Rang   |
| ---------------- | ----------- | ------------- | ------------- | ------------- | ------------- | ------ |
| Frauen           |             |               |               |               |               |        |
| Camille Cabrol   | Buckelpiste | 68,89         | 12            | ausgeschieden | ausgeschieden | 22     |
| Perrine Laffont  | Buckelpiste | 79,72         | 1             | 78,65         | 1             | Gold   |
| Anaïs Caradeux   | Halfpipe    | 72,80         | 12            | DNS           | 12            | 12     |
| Marie Martinod   | Halfpipe    | 92,00         | 2             | 92,60         | 2             | Silber |
| Lou Barin        | Slopestyle  | 50,60         | 19            | ausgeschieden | ausgeschieden | 19     |
| Tess Ledeux      | Slopestyle  | 69,40         | 15            | ausgeschieden | ausgeschieden | 15     |
| Männer           |             |               |               |               |               |        |
| Benjamin Cavet   | Buckelpiste | 72,74         | 15            | ausgeschieden | ausgeschieden | 25     |
| Anthony Benna    | Buckelpiste | 76,28         | 6             | 76,43         | 13            | 13     |
| Sacha Theocharis | Buckelpiste | 76,55         | 10            | 34,49         | 9             | 9      |
| Thomas Krief     | Halfpipe    | 74,40         | 10            | 9,80          | 10            | 10     |
| Kévin Rolland    | Halfpipe    | 87,80         | 6             | 6,40          | 11            | 11     |
| Antoine Adelisse | Slopestyle  | 17,60         | 30            | ausgeschieden | ausgeschieden | 30     |
| Benoit Buratti   | Slopestyle  | 67,00         | 21            | ausgeschieden | ausgeschieden | 21     |

| Name                     | Wettbewerb | Qualifikation | Qualifikation | Achtelfinale | Viertelfinale | Halbfinale    | Finale A/B    | Rang |
| Name                     | Wettbewerb | Zeit          | Rang          | Rang         | Rang          | Rang          | Rang          | Rang |
| ------------------------ | ---------- | ------------- | ------------- | ------------ | ------------- | ------------- | ------------- | ---- |
| Frauen                   |            |               |               |              |               |               |               |      |
| Alizée Baron             | Skicross   | 1:14,11 min   | 6             | 1            | 2             | DNF           | 1             | 5    |
| Marielle Berger Sabbatel | Skicross   | 1:15,60 min   | 12            | 2            | 3             | ausgeschieden | ausgeschieden | 10   |
| Männer                   |            |               |               |              |               |               |               |      |
| Arnaud Bovolenta         | Skicross   | 1:10,12 min   | 14            | 2            | 2             | 3             | 2             | 6    |
| Jean-Frédéric Chapuis    | Skicross   | 1:09,84 min   | 7             | 2            | 4             | ausgeschieden | ausgeschieden | 13   |
| François Place           | Skicross   | 1:10,26 min   | 18            | 1            | 3             | ausgeschieden | ausgeschieden | 10   |
| Terence Tchiknavorian    | Skicross   | 1:10,41 min   | 24            | DNF          | ausgeschieden | ausgeschieden | ausgeschieden | 28   |

### Nordische Kombination
Laurent Muhlethaler stand als Ersatz im Aufgebot, kam aber nicht zum Einsatz.
| Name                                                              | Wettbewerb                        | Skispringen | Skispringen | Skispringen | Langlauf    | Langlauf | Rang |
| Name                                                              | Wettbewerb                        | Weite       | Punkte      | Rang        | Zeit        | Rang     | Rang |
| ----------------------------------------------------------------- | --------------------------------- | ----------- | ----------- | ----------- | ----------- | -------- | ---- |
| Männer                                                            |                                   |             |             |             |             |          |      |
| François Braud                                                    | Gundersen-Wettkampf Normalschanze | 101,5 m     | 108,6       | 12          | 25:12,5 min | 30       | 15   |
| François Braud                                                    | Gundersen-Wettkampf Großschanze   | 121,0 m     | 112,6       | 17          | 23:39,6 min | 12       | 15   |
| Antoine Gérard                                                    | Gundersen-Wettkampf Normalschanze | 096,5 m     | 092,9       | 24          | 25:05,8 min | 26       | 26   |
| Antoine Gérard                                                    | Gundersen-Wettkampf Großschanze   | 108,0 m     | 085,5       | 36          | 23:46,3 min | 14       | 32   |
| Maxime Laheurte                                                   | Gundersen-Wettkampf Normalschanze | 104,5 m     | 110,7       | 10          | 24:54,5 min | 21       | 11   |
| Maxime Laheurte                                                   | Gundersen-Wettkampf Großschanze   | 128,5 m     | 122,6       | 11          | 24:17,8 min | 27       | 14   |
| Jason Lamy Chappuis                                               | Gundersen-Wettkampf Normalschanze | 096,0 m     | 097,7       | 19          | 25:36,9 min | 35       | 31   |
| Jason Lamy Chappuis                                               | Gundersen-Wettkampf Großschanze   | 118,5 m     | 094,9       | 31          | 24:21,5 min | 28       | 30   |
| François Braud Antoine Gérard Jason Lamy Chappuis Maxime Laheurte | Team Großschanze/4 × 5 km         | 517,0 m     | 417,9       | 5           | 47:28,0 min | 6        | 5    |

### Shorttrack
| Name                 | Wettbewerb | Vorlauf      | Vorlauf | Viertelfinale | Viertelfinale | Halbfinale    | Halbfinale    | Finale        | Finale        | Gesamt |
| Name                 | Wettbewerb | Zeit         | Rang    | Zeit          | Rang          | Zeit          | Rang          | Zeit          | Rang          | Rang   |
| -------------------- | ---------- | ------------ | ------- | ------------- | ------------- | ------------- | ------------- | ------------- | ------------- | ------ |
| Frauen               |            |              |         |               |               |               |               |               |               |        |
| Tifany Huot-Marchand | 500 m      | 44,659 s     | 3       | ausgeschieden | ausgeschieden | ausgeschieden | ausgeschieden | ausgeschieden | ausgeschieden | 22     |
| Tifany Huot-Marchand | 1500 m     | 2:29,996 min | 5       | −             | −             | ausgeschieden | ausgeschieden | ausgeschieden | ausgeschieden | 23     |
| Véronique Pierron    | 500 m      | 43,148 s     | 4       | ausgeschieden | ausgeschieden | ausgeschieden | ausgeschieden | ausgeschieden | ausgeschieden | 25     |
| Véronique Pierron    | 1000 m     | 1:35,299 min | 2       | 1:30,323 min  | 4             | ausgeschieden | ausgeschieden | ausgeschieden | ausgeschieden | 15     |
| Véronique Pierron    | 1500 m     | 2:22,119 min | 3       | −             | −             | 2:28,023 min  | 5             | ausgeschieden | ausgeschieden | 13     |
| Männer               |            |              |         |               |               |               |               |               |               |        |
| Thibaut Fauconnet    | 500 m      | 1:04,756 min | 4       | ausgeschieden | ausgeschieden | ausgeschieden | ausgeschieden | ausgeschieden | ausgeschieden | 27     |
| Thibaut Fauconnet    | 1000 m     | 1:24,381 min | 2       | 1:24,344 min  | 3             | ausgeschieden | ausgeschieden | ausgeschieden | ausgeschieden | 12     |
| Thibaut Fauconnet    | 1500 m     | 2:15,768 min | 2       | −             | −             | 2:12,049 min  | 2             | 2:53,150 min  | 7             | 7      |
| Sébastien Lepape     | 500 m      | 40,900 s     | 3       | ausgeschieden | ausgeschieden | ausgeschieden | ausgeschieden | ausgeschieden | ausgeschieden | 22     |
| Sébastien Lepape     | 1000 m     | 1:23,489 min | 3       | ausgeschieden | ausgeschieden | ausgeschieden | ausgeschieden | ausgeschieden | ausgeschieden | 19     |
| Sébastien Lepape     | 1500 m     | 2:13,965 min | 2       | −             | −             | 2:11,967 min  | 5             | ausgeschieden | ausgeschieden | 15     |

### Ski Alpin
| Name                     | Wettbewerb         | 1. Lauf     | 1. Lauf | 2. Lauf       | 2. Lauf       | Gesamt        | Gesamt        |
| Name                     | Wettbewerb         | Zeit        | Rang    | Zeit          | Rang          | Zeit          | Rang          |
| ------------------------ | ------------------ | ----------- | ------- | ------------- | ------------- | ------------- | ------------- |
| Frauen                   |                    |             |         |               |               |               |               |
| Taïna Barioz             | Riesenslalom       | 1:13,54 min | 23      | 1:10,06 min   | 15            | 2:23,60 min   | 19            |
| Anne-Sophie Barthet      | Alpine Kombination | DNS         | DNS     | DNS           | DNS           | DNS           | DNS           |
| Adeline Baud-Mugnier     | Riesenslalom       | 1:12,89 min | 17      | 1:11,04 min   | 26            | 2:23,93 min   | 20            |
| Adeline Baud-Mugnier     | Slalom             | 52,65 s     | 31      | DNF           | DNF           | ausgeschieden | ausgeschieden |
| Laura Gauché             | Abfahrt            | —           | —       | —             | —             | 1:42,29 min   | 22            |
| Laura Gauché             | Alpine Kombination | 1:42,15 min | 11      | 42,64 s       | 12            | 2:24,79 min   | 12            |
| Tiffany Gauthier         | Abfahrt            | —           | —       | —             | —             | 1:41,04 min   | 13            |
| Tiffany Gauthier         | Super-G            | —           | —       | —             | —             | 1:22,56 min   | 22            |
| Romane Miradoli          | Abfahrt            | —           | —       | —             | —             | 1:41,64 min   | 18            |
| Romane Miradoli          | Alpine Kombination | 1:41,83     | 9       | DNF           | DNF           | ausgeschieden | ausgeschieden |
| Romane Miradoli          | Super-G            | —           | —       | —             | —             | 1:22,36 min   | 19            |
| Nastasia Noens           | Slalom             | 51,84 s     | 23      | 50,44 s       | 13            | 1:42,28 min   | 20            |
| Jennifer Piot            | Abfahrt            | —           | —       | —             | —             | 1:41,17 min   | 16            |
| Jennifer Piot            | Super-G            | —           | —       | —             | —             | 1:22,38 min   | 20            |
| Tessa Worley             | Super-G            | —           | —       | —             | —             | 1:23,54 min   | 28            |
| Tessa Worley             | Riesenslalom       | 1:12,06 min | 14      | 1:09,00 min   | 02            | 2:21,06 min   | 07            |
| Männer                   |                    |             |         |               |               |               |               |
| Johan Clarey             | Abfahrt            | —           | —       | —             | —             | 1:42,39 min   | 18            |
| Mathieu Faivre (*)       | Riesenslalom       | 1:09,06 min | 05      | 1:10,93 min   | 20            | 2:19,99 min   | 07            |
| Thomas Fanara            | Riesenslalom       | 1:09,22 min | 06      | 1:10,61 min   | 16            | 2:19,83 min   | 05            |
| Blaise Giezendanner      | Super-G            | —           | —       | —             | —             | 1:24,82 min   | 04            |
| Jean-Baptiste Grange     | Slalom             | DNF         | DNF     | ausgeschieden | ausgeschieden | ausgeschieden | ausgeschieden |
| Thomas Mermillod Blondin | Alpine Kombination | 1:20,89 min | 17      | 47,13 s       | 06            | 2:08,02 min   | 06            |
| Victor Muffat-Jeandet    | Alpine Kombination | 1:21,57 min | 29      | 45,97 s       | 2             | 2:07,54 min   | Bronze        |
| Victor Muffat-Jeandet    | Riesenslalom       | 1:09,44 min | 8       | 1:10,41 min   | 10            | 2:19,85 min   | 6             |
| Victor Muffat-Jeandet    | Slalom             | 48,34 s     | 3       | 51,41 s       | 14            | 1:39,75 min   | 6             |
| Maxence Muzaton          | Abfahrt            | —           | —       | —             | —             | 1:42,96 min   | 23            |
| Maxence Muzaton          | Alpine Kombination | 1:20,58 min | 14      | DNF           | DNF           | ausgeschieden | ausgeschieden |
| Maxence Muzaton          | Super-G            | —           | —       | —             | —             | 1:26,08 min   | 18            |
| Clément Noël             | Slalom             | 48,58 s     | 7       | 51,12 s       | 10            | 1:39,70 min   | 4             |
| Alexis Pinturault        | Alpine Kombination | 1:20,28 min | 10      | 46,47 s       | 03            | 2:06,75 min   | Silber        |
| Alexis Pinturault        | Riesenslalom       | 1:08,90 min | 02      | 1:10,45 min   | 12            | 2:19,35 min   | Bronze        |
| Alexis Pinturault        | Slalom             | 48,54 s     | 6       | 51,18 s       | 11            | 1:39,72 min   | 5             |
| Brice Roger              | Abfahrt            | —           | —       | —             | —             | 1:41,39 min   | 08            |
| Brice Roger              | Super-G            | —           | —       | —             | —             | 1:26,10 min   | 19            |
| Adrien Théaux            | Abfahrt            | —           | —       | —             | —             | 1:42,99 min   | 26            |
| Adrien Théaux            | Super-G            | —           | —       | —             | —             | 1:25,76 min   | 15            |

| Athleten                                                                                        | Wettbewerbe             | Achtelfinale | Achtelfinale | Viertelfinale | Viertelfinale | Halbfinale | Halbfinale | Finale/Platz 3 | Finale/Platz 3 | Rang |
| Athleten                                                                                        | Wettbewerbe             | Gegner       | Punkte       | Gegner        | Punkte        | Gegner     | Punkte     | Gegner         | Punkte         | Rang |
| ----------------------------------------------------------------------------------------------- | ----------------------- | ------------ | ------------ | ------------- | ------------- | ---------- | ---------- | -------------- | -------------- | ---- |
| Mixed                                                                                           |                         |              |              |               |               |            |            |                |                |      |
| Adeline Baud-Mugnier Nastasia Noens Tessa Worley Julien Lizeroux Clément Noël Alexis Pinturault | Riesenslalom Mannschaft | Kanada       | 2:2          | Italien       | 3:1           | Schweiz    | 1:3        | Norwegen       | 2:2            | 4    |

### Skilanglauf
Damien Tarantola war ebenfalls nominiert, kam allerdings nicht zum Einsatz.
| Name                                                                     | Wettbewerb        | Zeit        | Rang   |
| ------------------------------------------------------------------------ | ----------------- | ----------- | ------ |
| Frauen                                                                   |                   |             |        |
| Delphine Claudel                                                         | 10 km Freier Stil | 28:58,9 min | 57     |
| Anouk Faivre-Picon                                                       | 10 km Freier Stil | 27:42,8 min | 35     |
| Anouk Faivre-Picon                                                       | 15 km Skiathlon   | 42:03,8 min | 13     |
| Coraline Thomas Hugue                                                    | 10 km Freier Stil | 26:37,9 min | 14     |
| Coraline Thomas Hugue                                                    | 15 km Skiathlon   | 43:56,2 min | 29     |
| Aurore Jéan                                                              | 10 km Freier Stil | 27:12,6 min | 22     |
| Aurore Jéan                                                              | 15 km Skiathlon   | 43:00,8 min | 23     |
| Aurore Jéan Anouk Faivre-Picon Coraline Thomas Hugue Delphine Claudel    | 4 × 5 km Staffel  | 55:50,2 min | 12     |
| Männer                                                                   |                   |             |        |
| Adrien Backscheider                                                      | 15 km Freier Stil | 35:12,0 min | 17     |
| Jean-Marc Gaillard                                                       | 15 km Freier Stil | 35:35,2 min | 23     |
| Jean-Marc Gaillard                                                       | 30 km Skiathlon   | 1:18:48,5 h | 28     |
| Jean-Marc Gaillard                                                       | 50 km Massenstart | 2:14:31,4 h | 18     |
| Jules Lapierre                                                           | 30 km Skiathlon   | 1:17:19,1 h | 15     |
| Maurice Manificat                                                        | 15 km Freier Stil | 34:10,9 min | 05     |
| Maurice Manificat                                                        | 30 km Skiathlon   | 1:16:34,2 h | 05     |
| Clément Parisse                                                          | 15 km Freier Stil | 35:39,0 min | 26     |
| Clément Parisse                                                          | 30 km Skiathlon   | 1:17:08,6 h | 13     |
| Clément Parisse                                                          | 50 km Massenstart | 2:17:25,4 h | 24     |
| Jean-Marc Gaillard Maurice Manificat Clément Parisse Adrien Backscheider | 4 × 10 km Staffel | 1:33:41,8 h | Bronze |

| Name                              | Wettbewerb       | Qualifikation | Qualifikation | Viertelfinale | Viertelfinale | Halbfinale    | Halbfinale    | Finale        | Finale        | Rang   |
| Name                              | Wettbewerb       | Zeit          | Rang          | Zeit          | Rang          | Zeit          | Rang          | Zeit          | Rang          | Rang   |
| --------------------------------- | ---------------- | ------------- | ------------- | ------------- | ------------- | ------------- | ------------- | ------------- | ------------- | ------ |
| Frauen                            |                  |               |               |               |               |               |               |               |               |        |
| Aurore Jéan                       | Sprint klassisch | 3:32,45 min   | 46            | ausgeschieden | ausgeschieden | ausgeschieden | ausgeschieden | ausgeschieden | ausgeschieden | 46     |
| Aurore Jéan Coraline Thomas Hugue | Teamsprint       | —             | —             | —             | —             | 16:40,40 min  | 6             | 16:32,49 min  | 8             | 08     |
| Männer                            |                  |               |               |               |               |               |               |               |               |        |
| Lucas Chanavat                    | Sprint klassisch | 3:18,25 min   | 34            | ausgeschieden | ausgeschieden | ausgeschieden | ausgeschieden | ausgeschieden | ausgeschieden | 34     |
| Baptiste Gros                     | Sprint klassisch | 3:16,27 min   | 20            | 3:18,62 min   | 2             | 3:27,44 min   | 6             | ausgeschieden | ausgeschieden | 12     |
| Richard Jouve                     | Sprint klassisch | 3:17,69 min   | 29            | 3:12,40 min   | 3             | ausgeschieden | ausgeschieden | ausgeschieden | ausgeschieden | 16     |
| Maurice Manificat Richard Jouve   | Teamsprint       | —             | —             | —             | —             | 16:04,45 min  | 2             | 15:58,28 min  | 3             | Bronze |

### Skispringen
| Name                     | Wettbewerb                   | Qualifikation | Qualifikation | Qualifikation | 1. Durchgang | 1. Durchgang | 1. Durchgang | 2. Durchgang  | 2. Durchgang  | 2. Durchgang  | Gesamt | Gesamt |
| Name                     | Wettbewerb                   | Weite         | Punkte        | Rang          | Weite        | Punkte       | Rang         | Weite         | Punkte        | Rang          | Punkte | Rang   |
| ------------------------ | ---------------------------- | ------------- | ------------- | ------------- | ------------ | ------------ | ------------ | ------------- | ------------- | ------------- | ------ | ------ |
| Frauen                   |                              |               |               |               |              |              |              |               |               |               |        |        |
| Léa Lemare               | Normalschanze Einzelspringen | —             | —             | —             | 074,5 m      | 062,3        | 29           | 093,5 m       | 084,4         | 19            | 146,8  | 28     |
| Lucile Morat             | Normalschanze Einzelspringen | —             | —             | —             | 086,5 m      | 079,7        | 19           | 086,5 m       | 075,1         | 27            | 154,8  | 21     |
| Männer                   |                              |               |               |               |              |              |              |               |               |               |        |        |
| Vincent Descombes Sevoie | Normalschanze Einzelspringen | 086,5 m       | 092,1         | 44            | 090,0 m      | 082,4        | 43           | ausgeschieden | ausgeschieden | ausgeschieden | 082,4  | 43     |
| Vincent Descombes Sevoie | Großschanze Einzelspringen   | 114,0 m       | 069,9         | 48            | 105,0 m      | 075,9        | 50           | ausgeschieden | ausgeschieden | ausgeschieden | 075,9  | 50     |
| Jonathan Learoyd         | Normalschanze Einzelspringen | 094,5 m       | 106,7         | 30            | 098,5 m      | 104,1        | 25           | 100,5 m       | 103,8         | 21            | 207,9  | 27     |
| Jonathan Learoyd         | Großschanze Einzelspringen   | 124,0 m       | 92,1          | 34            | 119,5 m      | 100,1        | 41           | ausgeschieden | ausgeschieden | ausgeschieden | 100,1  | 41     |

### Snowboard
| Name             | Wettbewerb | Qualifikation | Qualifikation | Finale        | Finale        | Rang |
| Name             | Wettbewerb | Punkte        | Rang          | Punkte        | Rang          | Rang |
| ---------------- | ---------- | ------------- | ------------- | ------------- | ------------- | ---- |
| Frauen           |            |               |               |               |               |      |
| Lucile Lefevre   | Slopestyle | abgesagt      | abgesagt      | 28,35         | 25            | 25   |
| Clémence Grimal  | Halfpipe   | 14,25         | 24            | ausgeschieden | ausgeschieden | 24   |
| Sophie Rodriguez | Halfpipe   | 65,00         | 9             | 50,50         | 10            | 10   |
| Mirabelle Thovex | Halfpipe   | 64,25         | 10            | 63,00         | 9             | 9    |

| Name           | Wettbewerb            | Qualifikation | Qualifikation | Achtelfinale | Achtelfinale | Viertelfinale | Viertelfinale | Halbfinale | Halbfinale | Platz 3 | Platz 3 | Rang   |
| Name           | Wettbewerb            | Gegner        | Zeit          | Gegner       | Zeit         | Gegner        | Zeit          | Gegner     | Zeit       | Gegner  | Zeit    | Rang   |
| -------------- | --------------------- | ------------- | ------------- | ------------ | ------------ | ------------- | ------------- | ---------- | ---------- | ------- | ------- | ------ |
| Männer         |                       |               |               |              |              |               |               |            |            |         |         |        |
| Sylvain Dufour | Parallel-Riesenslalom | 1:25,27 min   | 4             | Kwiatkowski  | −0,10 s      | Coratti       | −0,19 s       | Galmarini  | DNF        | Košir   | +1,49 s | Bronze |

| Name                            | Wettbewerb     | Achtelfinale | Achtelfinale | Achtelfinale | Viertelfinale | Viertelfinale | Viertelfinale | Halbfinale    | Finale        | Rang   |
| Name                            | Wettbewerb     | Rang         | Rang         | Rang         | Rang          | Rang          | Rang          | Rang          | Rang          | Rang   |
| ------------------------------- | -------------- | ------------ | ------------ | ------------ | ------------- | ------------- | ------------- | ------------- | ------------- | ------ |
| Frauen                          |                |              |              |              |               |               |               |               |               |        |
| Charlotte Bankes                | Snowboardcross | −            | −            | −            | 3             | 3             | 3             | DNF           | ausgeschieden | 7      |
| Nelly Moenne-Loccoz             | Snowboardcross | −            | −            | −            | 3             | 3             | 3             | 5             | ausgeschieden | 10     |
| Julia Pereira de Sousa Mabileau | Snowboardcross | −            | −            | −            | 2             | 2             | 2             | 3             | 2             | Silber |
| Chloé Trespeuch                 | Snowboardcross | −            | −            | −            | 1             | 1             | 1             | 2             | 5             | 5      |
| Männer                          |                |              |              |              |               |               |               |               |               |        |
| Loan Bozzolo                    | Snowboardcross | 3            | 3            | 3            | DNF           | DNF           | DNF           | ausgeschieden | ausgeschieden | 24     |
| Merlin Surget                   | Snowboardcross | 3            | 3            | 3            | DNF           | DNF           | DNF           | ausgeschieden | ausgeschieden | 17     |
| Pierre Vaultier                 | Snowboardcross | 2            | 2            | 2            | 1             | 1             | 1             | 3             | 1             | Gold   |
| Ken Vuagnoux                    | Snowboardcross | 2            | 2            | 2            | DNF           | DNF           | DNF           | ausgeschieden | ausgeschieden | 21     |